# Интерконтинентални куп 1991. (фудбал)
Интерконтинентални куп из 1991. године је била утакмица између Црвене звезде (победник Купа шампиона 1990/91.) и екипе Коло Коло (победник Копа Либертадорес 1991) из Чилеа Коначан резултат је био 3:0 за српски тим. Звезда је постала клупски првак света и то је једини пут до сада да је то успело неком тиму из Србије, бивше Југославије али и из целе источне Европе. Румунска Стеауа је имала прилику да освоји овај трофеј али је изгубила у финалу од Ривер Плејта (1:0) 1986. године.
Утакмица се играла на Националном стадиону у Токију 8. децембра 1991. године, пред 60 000 гледалаца. Играч утакмице је био Владимир Југовић, који је био стрелац два поготка.
Сматра се да је слоган Србија до Токија настао после ове победе београдског клуба.
Једна од занимљивијих навијачких прича је и путовање Драгана Јовановића, познатијег као Буцко Мезграјац, мештанина Мезграје код Ниша, који је одлучио да без икаквог знања страних језика, и путовања ван земље, оде из Мезграје у Токио како би уживо гледао Куп. Ту причу је својевремено покрила нишка ТВ 5.

## Детаљи меча
| Црвена звезда                 | 3 – 0 | Коло Коло |
| ----------------------------- | ----- | --------- |
| Југовић 19’ (58) · Панчев 72’ |       |           |

| Црвена звезда | Коло Коло |

| Црвена звезда:                                  |    |                     |             |
|                                                 |    |                     |             |
| GK                                              | 1  | Звонко Милојевић    |             |
| DF                                              | 5  | Миодраг Белодедић   |             |
| DF                                              | 2  | Душко Радиновић     |             |
| DF                                              | 6  | Илија Најдоски      |             |
| DF                                              | 3  | Горан Василијевић   | Жути картон |
| DF                                              | 11 | Синиша Михајловић   |             |
| MF                                              | 7  | Влада Стошић        |             |
| MF                                              | 4  | Владимир Југовић    |             |
| MF                                              | 8  | Милорад Ратковић    |             |
| MF                                              | 10 | Дејан Савићевић 42’ |             |
| FW                                              | 9  | Дарко Панчев        |             |
| Измене:                                         |    |                     |             |
| GK                                              | 12 | Драгоје Лековић     |             |
| DF                                              | 13 | Саша Недељковић     |             |
| DF                                              | 14 | Мирослав Тањга      |             |
| FW                                              | 15 | Илија Ивић          |             |
| Тренер:                                         |    |                     |             |
| Владица Поповић Помоћне судије: Четврти судија: |    |                     |             |

| Коло Коло:  |    |                     |  |     |
|             |    |                     |  |     |
| GK          | 1  | Данијел Морон       |  |     |
| DF          | 2  | Лизардо Гаридо      |  |     |
| DF          | 4  | Хавијер Маргас      |  |     |
| DF          | 6  | Мигел Рамирез       |  | 60’ |
| DF          | 8  | Августин Салватиера |  | 65’ |
| MF          | 3  | Габријел Мендоза    |  |     |
| MF          | 5  | Едуардо Вилхес      |  |     |
| MF          | 7  | Марсело Бартићото   |  |     |
| MF          | 10 | Хаиме Пизаро        |  |     |
| FW          | 9  | Патрисио Јанез      |  |     |
| FW          | 11 | Рубен Мартинез      |  |     |
| Измене:     |    |                     |  |     |
| DF          | 16 | Хуго Рубио          |  | 60’ |
| DF          | 14 | Рикардо Дабровски   |  | 65’ |
| Тренер:     |    |                     |  |     |
| Мирко Јозић |    |                     |  |     |

## Победнички тим
| Интерконтинентални куп 1991. |
| ---------------------------- |
| Црвена звезда (1º титула)    |